# Меховиці-Олавські
Меховиці-Олавські (пол. Miechowice Oławskie) — село в Польщі, у гміні Вйонзув Стшелінського повіту Нижньосілезького воєводства.
Населення — 227 осіб (2011).
У 1975-1998 роках село належало до Вроцлавського воєводства.

## Демографія
Демографічна структура станом на 31 березня 2011 року:
|          | Загалом | Допрацездатний вік | Працездатний вік | Постпрацездатний вік |
| -------- | ------- | ------------------ | ---------------- | -------------------- |
| Чоловіки | 131     | 40                 | 85               | 6                    |
| Жінки    | 96      | 21                 | 61               | 14                   |
| Разом    | 227     | 61                 | 146              | 20                   |